# Zygmunt Grabarski
Zygmunt Grabarski (ur. 26 marca 1912 w Liszkach, zm. 1 maja 1984 w Krakowie) – szopkarz krakowski, laureat nagrody im. Oskara Kolberga w 1977, odznaczony Złotą Odznaką „Za pracę społeczną dla miasta Krakowa”. Pracował w fabryce zabawek. Wielokrotny uczestnik konkursu szopek krakowskich (lata 1961–1983), zdobywca I nagrody w latach: 1962, 1968, 1970, 1975, 1976 i 1977. Szopki jego autorstwa znajdują się w kolekcji Muzeum Historycznego Miasta Krakowa i były prezentowane na wielu wystawach w kraju i za granicą.
Pochowany na cmentarzu Prądnik Czerwony.